# Nagy járomcsonti izom

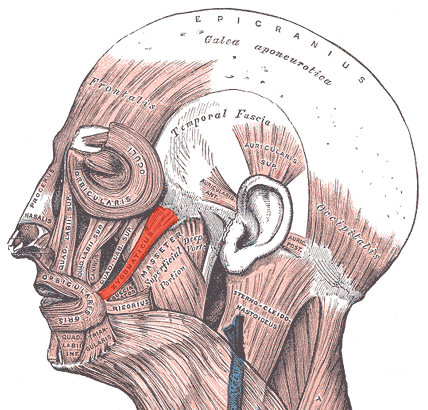
Az arc izmai (Élénk piros színnel a nagy járomcsonti izom)

A nagy járomcsonti izom (latinul musculus zygomaticus major) egy apró arcizom.

## Eredés, tapadás, elhelyezkedés
A járomcsont (os zygomaticum) elülső részéről ered és a száj szélén tapad ahol több izom is összefut. A kis járomcsonti izom (musculus zygomaticum minor) mellett és a rágóizom (musculus masseter) felett helyezkedik el.

## Funkció
A száj széleit húzza fel.

## Beidegzés, vérellátás
A nervus facialis rami buccales nervi facialis ága idegzi be és az arteria facialis látja el vérrel.

## Külső hivatkozások
- Nagy járomcsonti izom kép, leírása